# Ernst Wettengel

Ernst Wettengel

Ernst Karl Wettengel (* 22. Januar 1903 in Niederreuth, Österreich-Ungarn; † 30. August 1981 bei Fellbach) war ein deutscher Politiker (NSDAP).

## Leben und Wirken
Nach dem Besuch der Volksschule und Bürgerschule absolvierte Ernst Wettengel eine kaufmännische Lehre. Ergänzend dazu besuchte er die Handelsschule.
1923 trat Wettengel erstmals in die NSDAP ein. Nach der Neugründung der Partei im Jahr 1925 trat er ihr erneut bei (Mitgliedsnummer 11.235). In den folgenden Jahren übernahm er Aufgaben als Kreisgeschäftsführer. Später wurde er als Hauptstellenleiter in den Stab von Rudolf Heß in München geholt.
Von 1937 bis 1939 bekleidete Wettengel den Posten des Gauinspekteurs der NSDAP im Gau Sachsen. Anschließend amtierte er ab Oktober 1937 kommissarisch und endgültig von 1939 bis 1945 als Nachfolger von Walter Dönicke als Kreisleiter der NSDAP für die Stadt Leipzig.
Am 17. Juli 1937 trat Wettengel zudem im Nachrückverfahren für den verstorbenen Eugen Holdinghausen in den nationalsozialistischen Reichstag ein, dem er bis zum Ende der NS-Herrschaft im Frühjahr 1945 als Abgeordneter für den Wahlkreis 28 (Dresden-Bautzen) angehörte.
Aufgrund seiner frühen Parteizugehörigkeit wurde Wettengel mit dem Goldenen Parteiabzeichen der NSDAP ausgezeichnet. In der SA erreichte er den Rang des SA-Obersturmbannführers.
Ab 1941 nahm Wettengel als Soldat am Zweiten Weltkrieg teil.
Wettengel ließ sich im Juli 1950 in Fellbach nieder. Er verstarb 1981 während einer Fahrt von Fellbach nach Waiblingen.

## Ehe und Familie
Wettengel war seit dem 15. Dezember 1923 mit Johanna Wettengel verheiratet.